# Heerenveen IJsstadion vasútállomás
Heerenveen IJsstadion vasútállomás vasútállomás Hollandiában, Heerenveen városában.

## Vasútvonalak
Az állomást az alábbi vasútvonalak érintik:
- Arnhem–Leeuwarden-vasútvonal

## Kapcsolódó állomások
A vasútállomáshoz az alábbi állomások vannak a legközelebb: